# Perruche érythroptère
Aprosmictus erythropterus
Espèce
Statut de conservation UICN

 LC  : Préoccupation mineure
Statut CITES
La Perruche érythroptère (Aprosmictus erythropterus) est une espèce d'oiseau appartenant à la famille des Psittacidae.

## Description
Cet oiseau mesure environ 32 cm de long. Le plumage est vert, plus sombre sur les parties supérieures que sur les inférieures. Le croupion est bleu ciel.
Le mâle a les iris orange, les couvertures primaires et secondaires rouges et des nuances bleu noirâtre sur le reste des ailes.
La femelle a les iris brun orangé, les couvertures rouges comme le mâle mais d'une nuance moins intense et le reste des ailes vert.

## Répartition
Cette espèce vit au nord de la Nouvelle-Guinée et au nord-ouest de l'Australie.

## Sous-espèces
Selon Avibase, cet oiseau est représenté par trois sous-espèces :
- Aprosmictus erythropterus erythropterus (Gmelin, 1788) ;
- Aprosmictus erythropterus coccineopterus (Gould,1865) ;
- Aprosmictus erythropterus papua Mayr & Rand, 1936.

## Galerie

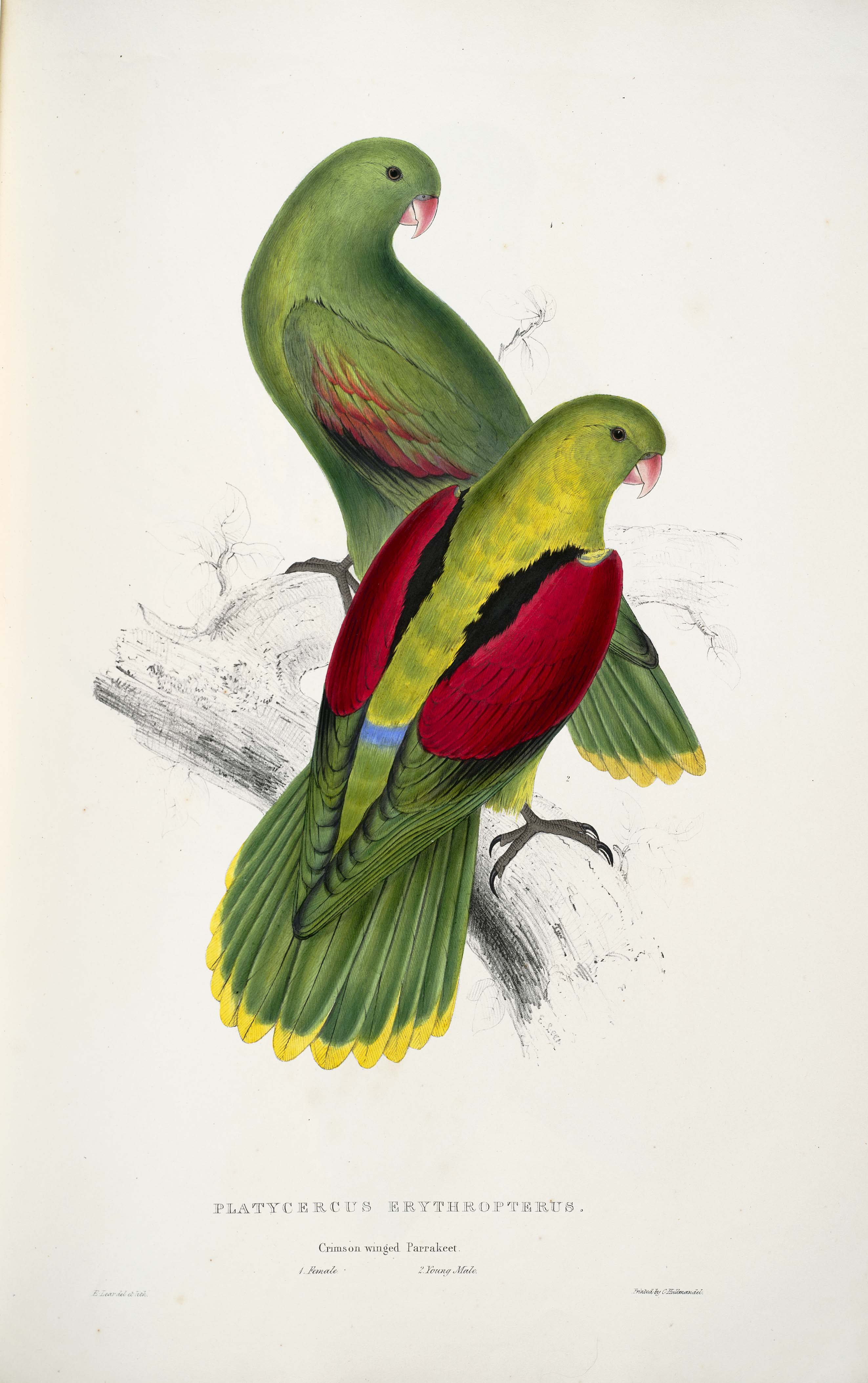
Mâle et femelle